# Schefflera angustissima
Schefflera angustissima é uma espécie de plantas da família das araliáceas. Esta espécie é endêmica do Brasil.

## Descrição
Árvore perenifólia, heliófita, secundária inicial , atinge até 25 m de altura e 80 cm de diâmetro.

## Distribuição
Esta espécie é endêmica do Brasil, ocorre nos estados de Minas Gerais, São Paulo, Rio de Janeiro, Paraná, Rio Grande do Sul e Santa Catarina.